# قاضی کلایه
قاضی کلایه روستایی از توابع بخش مرکزی شهرستان آبیک در استان قزوین ایران است.

## جمعیت
این روستا در دهستان خوزنان قرار دارد و براساس سرشماری مرکز آمار ایران در سال ۱۳۸۵، جمعیت آن ۷۱ نفر (۳۲خانوار) بوده است.

## مردم
مردم این روستا مسلمان و شیعه مذهب هستند و زبانشان تاتی است.